# ماريا إريتش
ماريا إريتش مواليد 2 مايو 1983 في بلغراد، جمهورية يوغوسلافيا الاشتراكية الاتحادية، هي لاعبة كرة سلة صربية. بدأت مسيرتها الاحترافية في سنة 2002. اعتزلت اللعب في 2016. لعبت مع دينامو كورسك ونادي ليبرتاس تروجيلوس لكرة السلة.

## روابط خارجية
- ماريا إريتش على موقع الاتحاد الدولي لكرة السلة (الإنجليزية)
- ماريا إريتش على موقع كرة السلة الأوروبية.كوم (الإنجليزية)
- ماريا إريتش على موقع بروبوليرز (الإنجليزية)